# Hålgrund, ö i Sastmola
Hålgrund (Fi: Holakrunni) är en ö i Finland. Den ligger i Bottenhavet och i kommunen Sastmola i den ekonomiska regionen  Björneborgs ekonomiska region i landskapet Satakunta, i den västra delen av landet. Ön ligger omkring 43 kilometer nordväst om Björneborg och omkring 270 kilometer nordväst om Helsingfors.
Öns area är 1,2 hektar och dess största längd är 180 meter i sydväst-nordöstlig riktning.